# La Strada (Organisation)
Die internationale Organisation La Strada engagiert sich für die Bekämpfung der sexuellen Ausbeutung von Frauen. Das Logo der Organisation ist eine rote Rose mit Stiel, die aus einem einzigen Linienzug besteht.
Die Organisation wurde im Jahr 1995 auf Grund eines bilateralen Abkommens zwischen der niederländischen Stiftung Foundation Against Trafficking in Women und zwei Frauenrechtsorganisationen in Polen und Tschechien gegründet.
Sie ist Träger des MTV Europe Music Awards 2004 in der Kategorie Free Your Mind. Der Preis wurde von Alicia Keys überreicht. Zu dieser Zeit war sie bereits in nicht weniger als 9 europäischen Ländern präsent.
Länder mit Präsenz (2004):
- Niederlande
- Polen
- Tschechische Republik
- Ukraine
- Bulgarien
- Belarus
- Bosnien-Herzegowina
- Moldawien
- Mazedonien

### Eigene Webseiten
- La Strada International Association

### Fremdberichterstattung
- Pressemitteilung zum MTV-Award 2004
- Video zur Preisverleihung einschließlich Kurzdarstellung des Problemfelds